# Überleitung (Arbeitsstellensicherung)
Eine Überleitung bezeichnet im Straßenbau die Umlegung des Verkehrs auf die Gegenfahrbahn. Sie wird in der Regel vor einer Arbeitsstelle auf einer Autobahn oder Schnellstraße eingerichtet und ermöglicht so beispielsweise eine 4+0-Verkehrsführung. Für die Überleitung wird die so genannte Mittelstreifenüberfahrt (kurz MÜF) genutzt. Dabei handelt es sich um einen mit Beton oder Asphalt befestigten Abschnitt zwischen den beiden Richtungsfahrbahnen. Am Ende der Arbeitsstelle wird eine Rückleitung eingerichtet und der Verkehr damit wieder auf die ursprüngliche Fahrbahn geleitet.
Zur Einrichtung der Überleitung werden an sogenannten Sollbruchstellen die Schutzeinrichtungen, wie etwa Schutzplanken oder Betonschutzwände, abgebaut und anschließend die Verkehrssicherung, bestehend aus Warnbaken mit Warnleuchten und Fahrbahnmarkierung aufgebaut. Um den Verkehrsteilnehmer frühzeitig auf diese Gefahrenstelle aufmerksam zu machen und so Unfälle zu vermeiden, muss vor solchen Arbeitsstellen zumindest auf Autobahnen ein Geschwindigkeitstrichter installiert werden, welche die zulässige Höchstgeschwindigkeit stufenweise auf die autobahnunübliche Geschwindigkeit herunterbringt. Außerdem müssen Vorwarneinrichtungen in ausreichendem Abstand aufgestellt werden. Diese müssen mit retroreflektierenden Schutzfolien versehen sein, damit sie auch nachts und bei widrigen Wetterverhältnissen gut zu sehen sind.
Rechtsgrundlage ist § 42 Straßenverkehrsordnung

## Betriebsarten

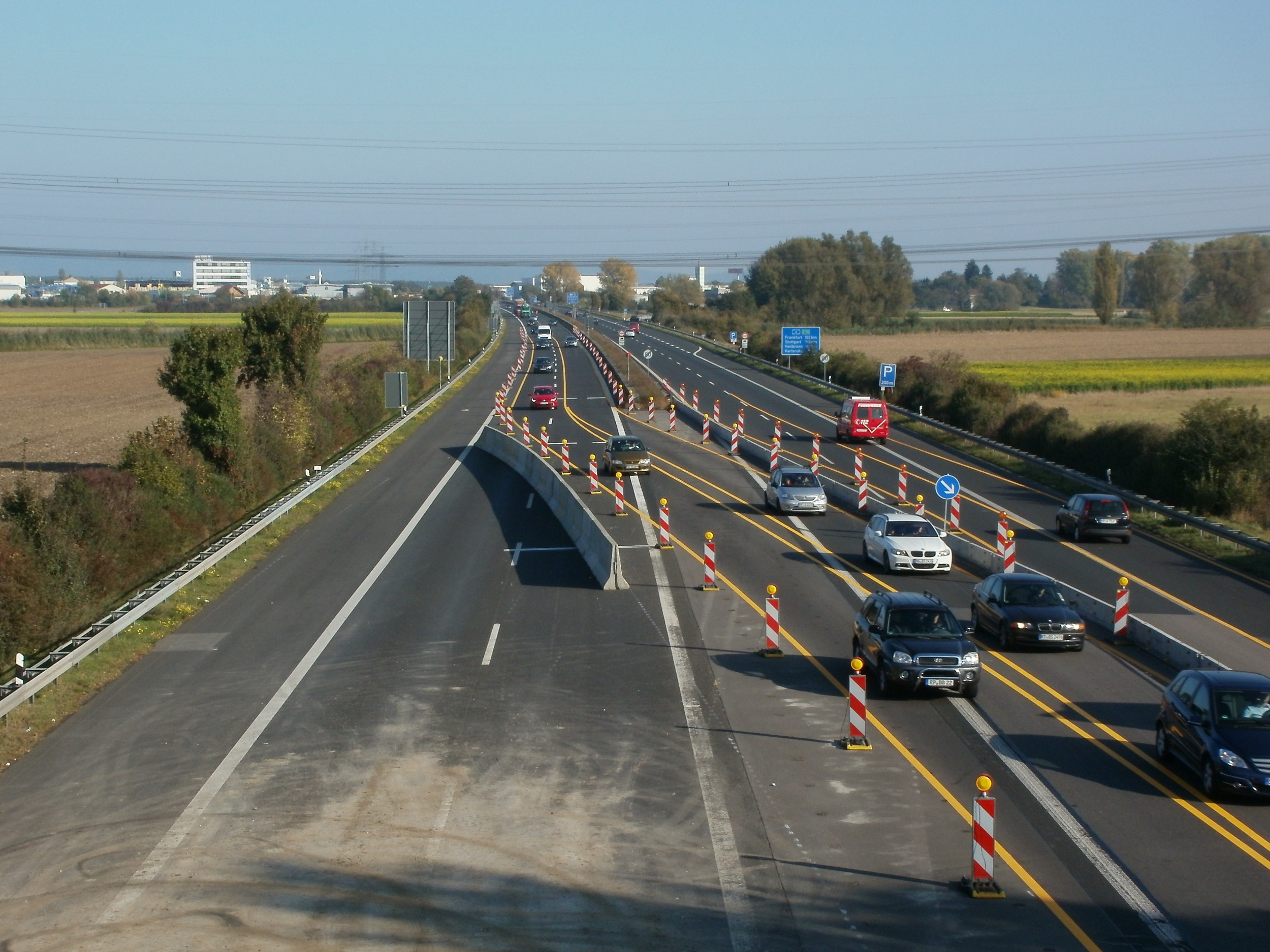
Überleitung auf der Autobahn

1. Reguläre Überleitung der kompletten Richtungsfahrbahn auf die Gegenfahrbahn, von der sie mit Fahrbahnteiler abzugrenzen ist, gelegentlich aber mit begrenzter Breite des linken Fahrstreifens mit Überholverbot für den Schwerverkehr.
2. Überleitung nur eines Fahrstreifens einer Richtungsfahrbahn, dabei kann auch hier die Breite des Fahrstreifens begrenzt, er also für bestimmte Fahrzeugarten gesperrt sein.
3. Überleitung erfolgt nicht, sondern es handelt sich nur um eine Verschwenkungsfahrbahn. Die Verschwenkung kann nach rechts (unter Mitnutzung des Standstreifens) oder nach links erfolgen, solange es sich um eine räumlich schmalere Arbeitsstelle handelt.

## Anschlussstellen
Die Abfahrt in Anschlussstellen bei Betriebsart 1 ist ebenfalls mit der Mittelstreifenüberfahrt zu gewährleisten; ein Beschleunigungsfahrstreifen kann nicht angeboten werden. Zufahrten aus Anschlussstellen müssen mittels Halt! Vorfahrt gewähren gesichert werden. Die Mittelstreifenüberfahrt muss bei Betriebsart 1 gesichert sein. Entgegen häufiger Ansicht kommt das Reißverschlussverfahren beim Auffahren auf Autobahnen nicht zur Anwendung, durchgehender Verkehr hat immer Vorrang. Bei Betriebsart 2 ist der Zugang zur Anschlussstelle mittels Fahrbahnteiler auf der nicht über die Mittelstreifenüberfahrt geführte Fahrbahn zu gewährleisten. Im Bereich der Anschlussstelle ist die Geschwindigkeit deutlich auf ein autobahnunübliches Maß abzusenken. Bei Betriebsart 3 kann die Verschwenkung sogar zur permanenten Benutzung des Standstreifens durch LKW und Kraftomnibusse führen, hier entfällt eine Einfädelspur, bei Verschwenkung nach Links kann sie vorhanden sein.
Fahrbahnen, die im Gegenverkehr geführt werden, müssen den Verkehr der Richtungsfahrbahn mittels Betonschutzwänden von der Gegenfahrbahn abgegrenzt werden.

## Normen und Standards
Deutschland
- Richtlinien für die Sicherung von Arbeitsstellen an Straßen (RSA)

Österreich
- RVS 05.05.40 ff. – Baustellenabsicherung

Schweiz
- SN 640 885c – Signalisation von Baustellen auf Autobahnen und Autostrassen